# Raua
Raua est un quartier du district de Kesklinn à Tallinn en Estonie.

## Description
En 2019, Raua compte 5 959 habitants.
Sa superficie est de 0,31 km2.
Ses quartiers limitrophes sont Sadama, Kadriorg, Torupilli et Kompassi.
Les rues de Raua sont Friedrich Robert Faehlmanni tänav, Gonsiori tänav, Hõbeda tänav, Kollane tänav, Friedrich Reinhold Kreutzwaldi tänav, Narva maantee, Jaan Poska tänav, Pronksi tänav, Raua põik, Raua tänav, Terase tänav, Tina tänav, Rudolf Tobiase tänav, Vase tänav, Jüri Vilmsi tänav.

## Population
| 2008  | 2010  | 2011  | 2012  | 2013  | 2014  |
| ----- | ----- | ----- | ----- | ----- | ----- |
| 4 927 | 5 060 | 5 204 | 5 273 | 5 357 | 5 654 |

| 2015  | 2016  | 2017  | 2018  | 2019  | 2020  |
| ----- | ----- | ----- | ----- | ----- | ----- |
| 5 851 | 6 081 | 6 088 | 6 224 | 5 959 | 6 316 |

| 2021  | 2022  | - | - | - | - |
| ----- | ----- | - | - | - | - |
| 6 437 | 6 469 | - | - | - | - |

## Lieux et monuments
- F. R. Kreutzwaldi tn 14 - Hôtel du Centre[10];
- F. R. Kreutzwaldi tn 14 - Société nationale de radiodiffusion estonienne[11].
- Gonsiori tn 21 - Nouvelle maison de la radio[11] ;
- Narva mnt 28 - École de musique de Tallinn (et)[12];
- Narva mnt 30 - Ambassade de Turquie[13] ;
- Raua tn 6 - 21e école de Tallinn (et)[14] ;
- Vase tn 9A - École finlandaise de Tallinn[15].

## Galerie

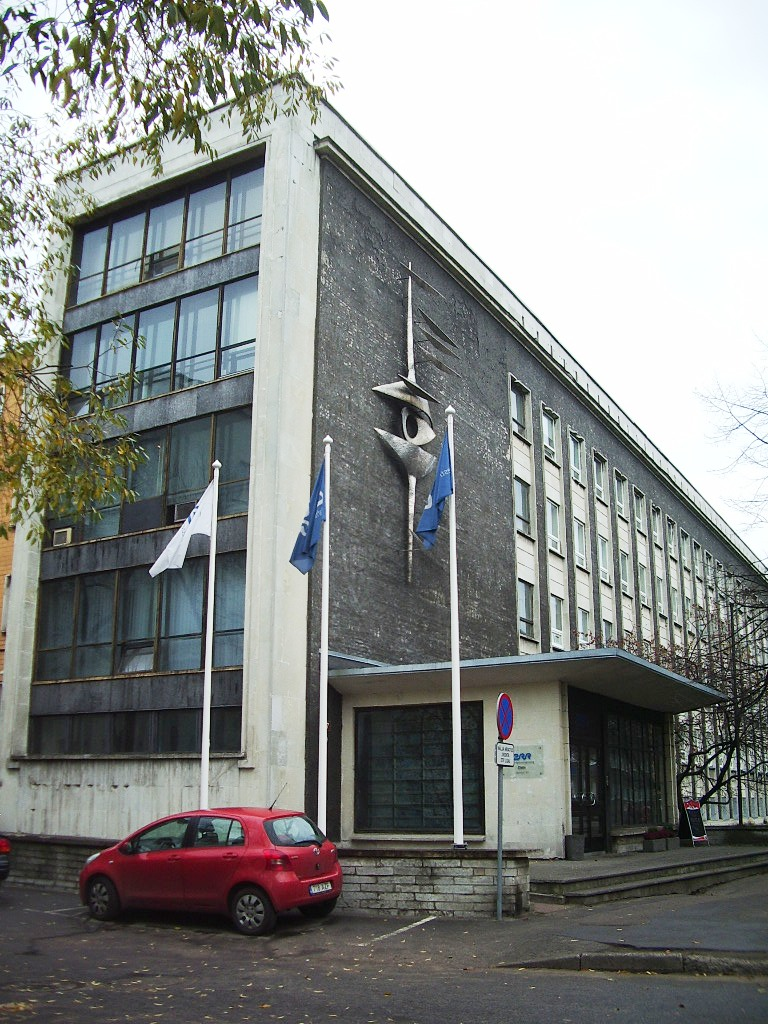
Eesti Televisioon
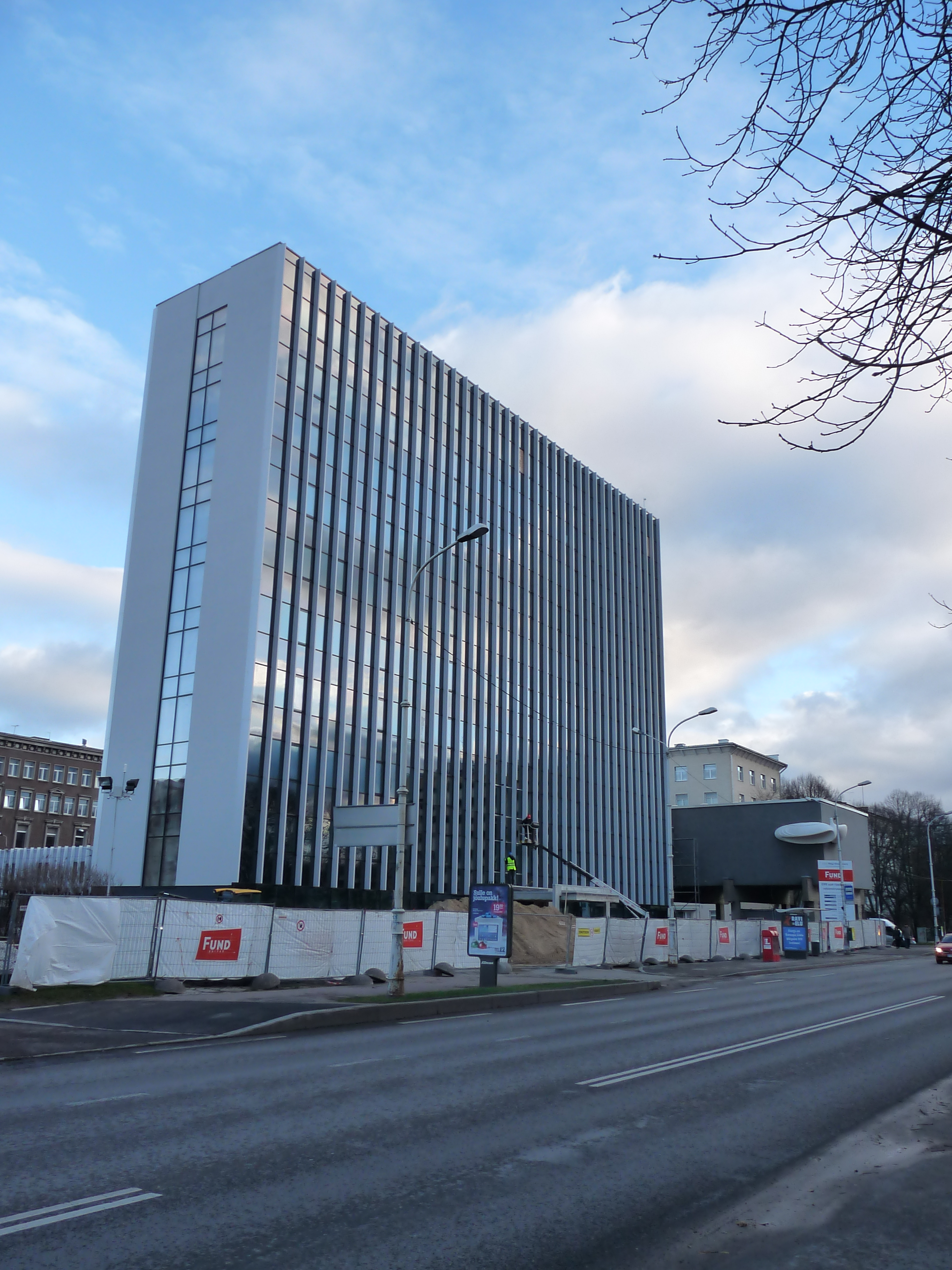
Siège de la radio estonienne.
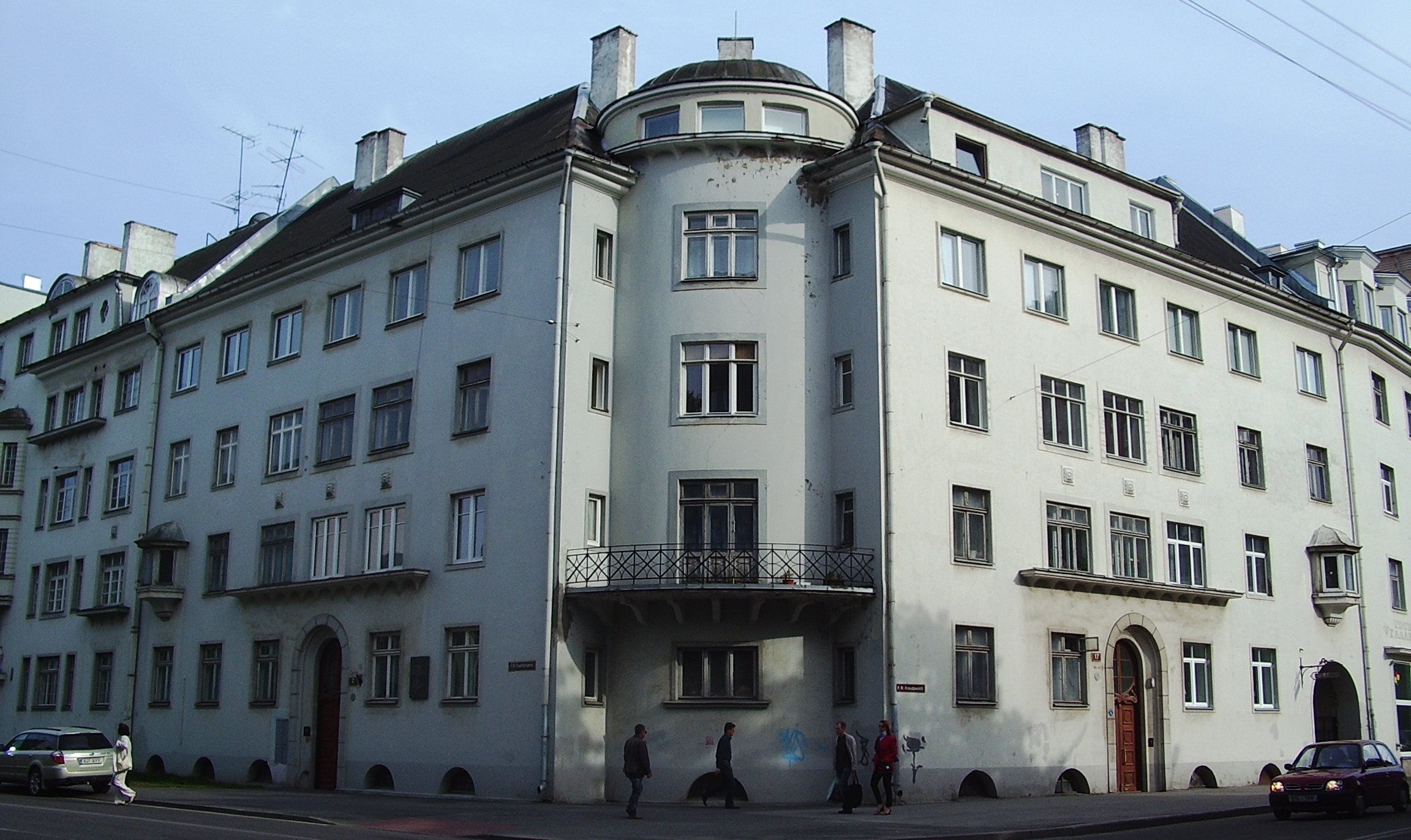
17, rue Kreutzwaldi.
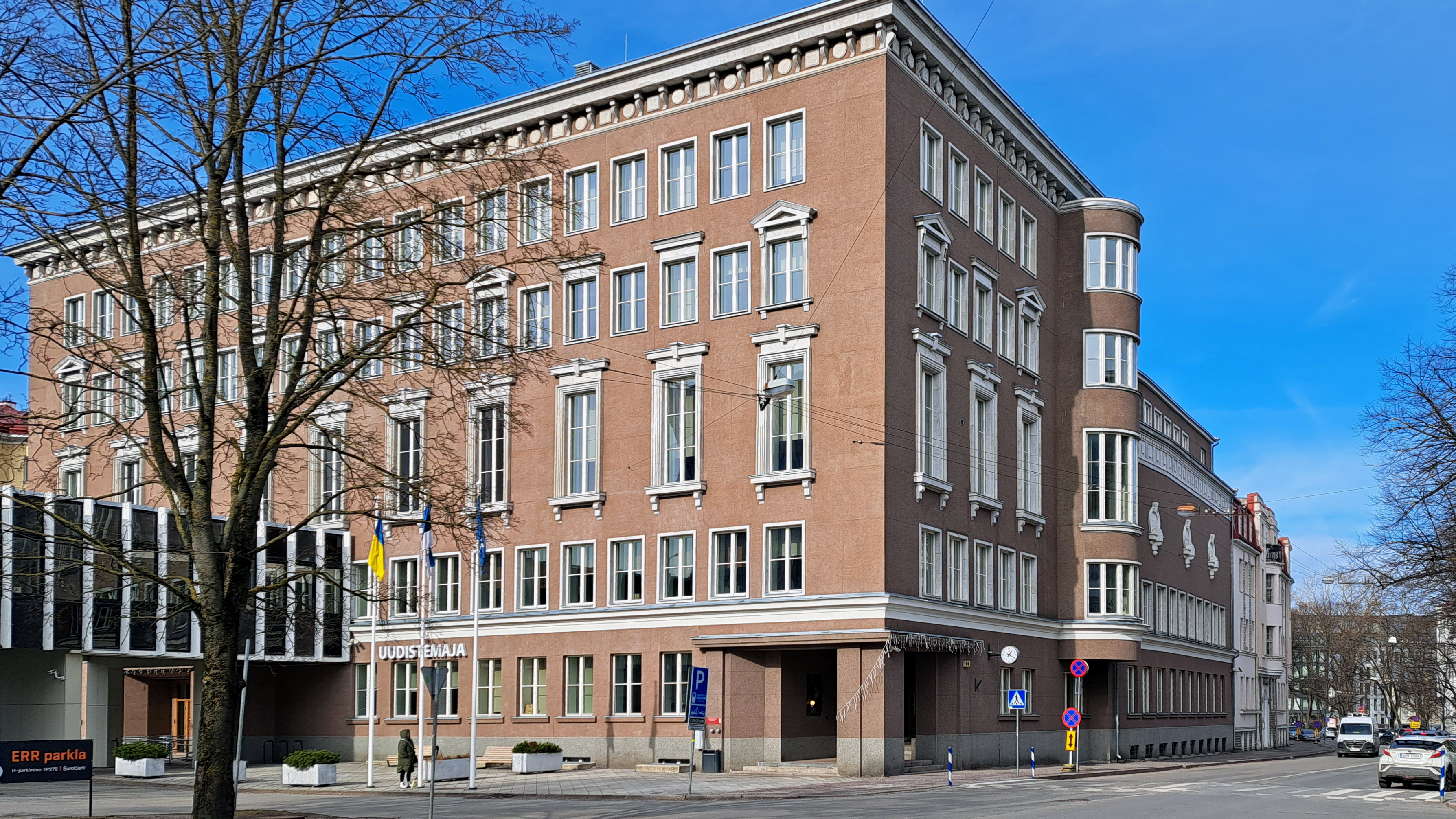
14, Kreutzwaldi.
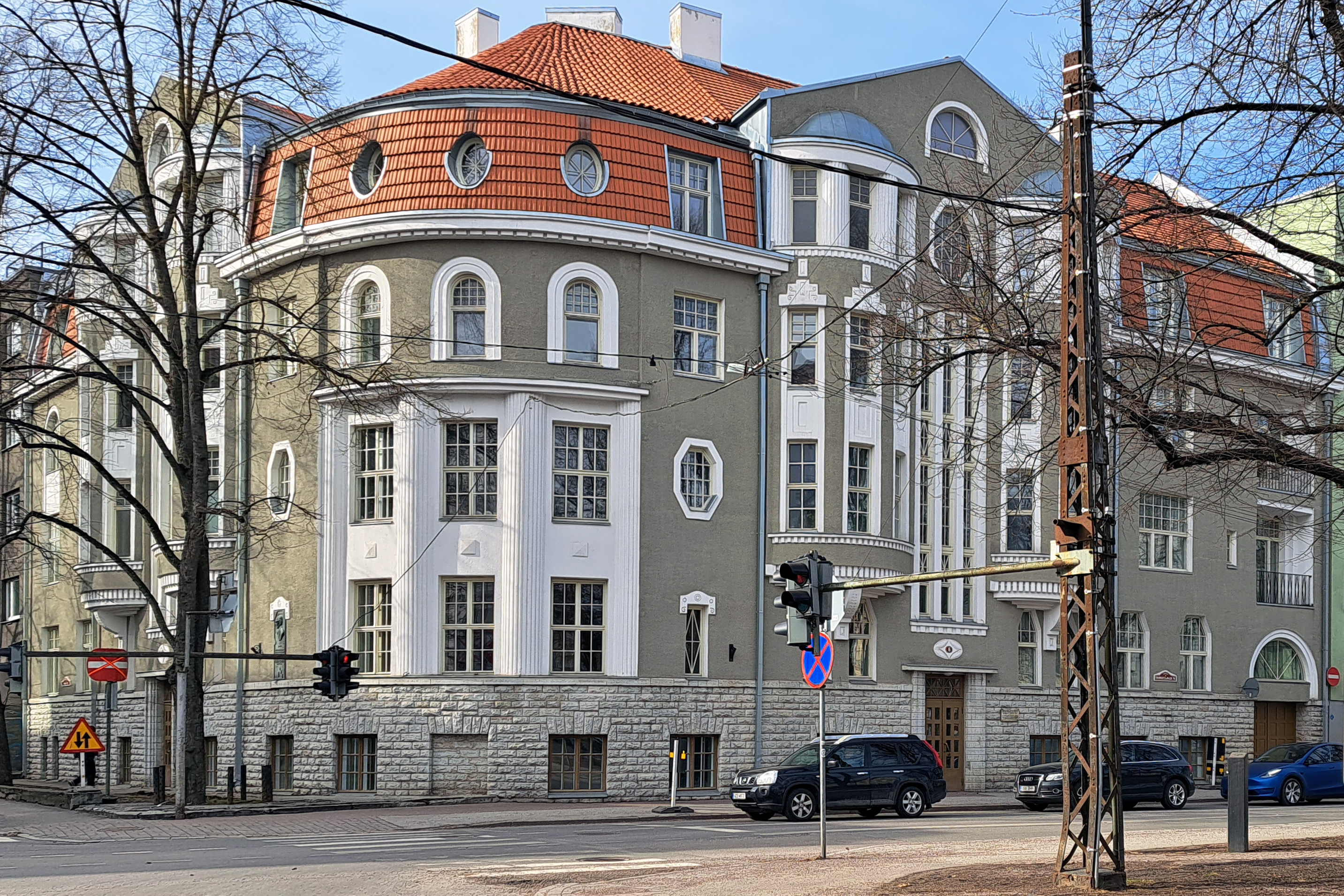
6, Kreutzwaldi.